# Far Cry New Dawn
Far Cry New Dawn es un videojuego de acción-aventura desarrollado por Ubisoft Montreal y distribuido por Ubisoft, para las plataformas PlayStation 4, Xbox One y Microsoft Windows. El juego es un spin-off de la serie Far Cry y la secuela narrativa de Far Cry 5. Su lanzamiento se llevó a cabo el 15 de febrero de 2019.
La historia se ambienta 17 años después de uno de los finales de Far Cry 5, en donde el Condado de Hope es destruido por una serie de explosiones nucleares. Los supervivientes de la tragedia intentan reconstruir la comunidad, mientras resisten la amenaza constante de un grupo de bandidos llamado Highwaymen, liderado por las hermanas mellizas Mickey y Lou.
Un tercer grupo en el juego, es el Nuevo Edén, un grupo formado por personas católicas, lideradas por Joseph Seed, quien buscaba una redención y la expiración de sus pecados pasados.

## Jugabilidad
Al igual que anteriores títulos de la serie, Far Cry New Dawn es un videojuego de acción-aventura en primera persona ambientando en un mundo abierto, permitiendo al jugador explorar libremente el mapa ya sea a pie o utilizando distintas clases de vehículos. El juego se ambienta en el pueblo ficticio de Hope County, Montana y utiliza una nueva versión del mapa de Far Cry 5. La guerra nuclear representada en Far Cry 5 ha reformado por completo el paisaje, desbloqueando nuevas áreas para explorar. El jugador asume el control de un personaje creado a su gusto, el cual puede personalizar eligiendo su género, raza y vestimenta. Se pueden reclutar supervivientes humanos y animales para que acompañen al jugador durante las misiones. Además de los nuevos personajes, existen algunos personajes que regresan del juego anterior. El jugador se puede encontrar con varios especialistas que tienen sus propias misiones personales, habilidades especiales e historia. Se añadirán nuevas armas al juego, incluida una con la capacidad de disparar sierras circulares llamada "Saw Launcher". El jugador obtiene nuevas armas y accesorios, los cuales podrán ser mejorados hasta en tres niveles a través de las misiones de elaboración.
El jugador se puede embarcar en misiones de cacería de tesoros y liberación de campamentos o puestos de avanzada. Una vez liberados, estas ubicaciones se convierten en puntos de viaje rápido que permiten al jugador desplazarse fácilmente por el mapa. Además, estos lugares pueden ser ocupados y utilizados para fabricar combustible de etanol o ser saqueados por recursos que dejan el puesto de avanzada disponible para ser reclamado por los Highwaymen. El juego también dispone de una base mejorable llamada "Prosperity", la cual se expandirá y crecerá lentamente mientras el jugador progresa en la historia. También habrá disponible un modo llamado "Expeditions", que permiten viajar a otras ubicaciones de Estados Unidos para conseguir más recursos. Estas misiones de expediciones se podrán jugar con otros jugadores de manera en línea.

### Argumento
En 2035, tras una hecatombe nuclear, los supervivientes del Condado de Hope fundan el asentamiento de Prosperity, pero sufren el ataque de saqueadores. Sus líderes, Carmina y Kim Rye piden ayuda al jugador, que toma la identidad del "capitán". Las gemelas Mickey y Lou, jefas de los saqueadores, emboscan al capitán, que debe tirarse al río para escapar.
Carmina le encuentra y juntos viajan por el condado organizando la resistencia contra los saqueadores. El jugador consigue recursos y especialistas para Prosperity. Furiosas por el desafío de Prosperity, las gemelas atacan el asentamiento causando graves daños.
Percatandose de que Prosperity no podrá sobrevivir a otro ataque, el jugador debe formar una alianza con otro grupo de supervivientes, New Eden, liderados por Joseph Seed, el antagonista principal de Far Cry 5.
Kim no confía en Seed, pero Carmina cree que ha cambiado a mejor.
Sin otra opción, el capitán encabeza la negociación con New Eden. Una vez entre ellos, descubre que Joseph Seed ha desaparecido y que su hijo Ethan es ahora el jefe del grupo. 
Ethan acepta una alianza con Prosperity a cambio de un favor: que el jugador encuentre pruebas de la muerte de su padre Joseph.
El jugador viaja al norte siguiendo el rastro del antiguo villano y lo encuentra viviendo como un ermitaño. Joseph sorprende al capitán diciéndole que le estaba esperando y que quiere redimirse del mal que hizo antes de la hecatombe.
El jugador come de una manzana que le ofrece Joseph y tiene una poderosa alucinación en la que lucha contra su lado oscuro. Tras vencerlo y despertar, el jugador y Joseph regresan juntos a New Eden, la experiencia mística ha hecho al capitán más fuerte y con nuevas habilidades, con lo cual se coloca en posición de liderar el grupo de Seed, pero su hijo Ethan, corroido por la envidia hace un pacto con las gemelas.
El capitán descubre la traición y se enfrenta con las villanas en New Eden, matando a Lou. Ethan ignora las advertencias de su padre y come una de las manzanas místicas, mutando en una horrible abominación.
Desesperado por los acontecimientos, Joseph decide quemar el manzano y le ruega al jugador que le mate, es entonces cuando el jugador puede elegir entre hacerlo o no. 
De regreso en Prosperity, el jugador celebra su victoria con Carmina pensando que a pesar de las pérdidas queda esperanza para un futuro mejor.

## Armamento
- Pistolas: Colt M1911, Colt Python, Tauro Toro Furioso, Beretta M9, SIG Sauer P226, Pistola Parabellum, Desert Eagle, Beretta 93R

- Subfusiles: MAC-11, MP5, MP5SD, MP34, MP40, TDI Vector, Skorpion vz. 61, TEC-9, PP-19 Bizon

- Rifle de asalto: Heckler & Koch HK416, AK-47, AKM, Winchester Modelo 1894, HS Produkt VHS, M16, Fusil M14

- Escopetas: KS-23, Escopeta de dos cañones, Winchester Modelo 1887, SPAS-12, Escopeta recortada

- Ametralladora ligera: M60, M249, MG42

- Rifle de francotirador: Fusil de francotirador Dragunov, Winchester Modelo 70, Fusil anti-material Gepárd, Barrett M95

- Lanzacohetes: Lanzagranadas M79, RPG-7, Carl Gustav M2,

- Lanzallamas: Lanzallamas

- Tirachinas: Tirachinas

- Arco: Arco y flecha, Arco recurvo, Arco compuesto

- Ballesta: Ballesta

## Desarrollo
Far Cry New Dawn fue desarrollado principalmente por Ubisoft Montreal, con la colaboración de Ubisoft Kiev, Ubisoft Bucharest y Ubisoft Shanghai. De acuerdo a declaraciones del director artístico, Issac Papismado, el equipo de desarrollo quería crear un juego posapocalíptico ambientado en el universo Far Cry desde hace mucho tiempo. Para evitar recurrir al estereotipo de un mundo oscuro y desolado, el equipo decidió que el juego tenga un tono colorido y vibrante. Con la intención de darle una identidad visual al grupo Highwaymen, se invitó a un artista de grafiti para que diseñe el arte que representa a esta banda. De manera similar a Far Cry 3: Blood Dragon y Far Cry Primal, el juego cuenta con una producción menor en comparación a los títulos principales de la franquicia, una decisión que se refleja en el precio reducido que tendrá el juego en su lanzamiento. El anuncio oficial de Far Cry New Dawn se produjo durante la ceremonia de The Game Awards de 2018.